# نیگار نظر
«نیگار نظر» (انگلیسی: Nigar Nazar؛ زادهٔ ۱۹۵۳) اولین زن کارتونیست اهل پاکستان است.